# My Ever Changing Moods
My Ever Changing Moods is de vijfde single van het Britse soul-jazz-collectief The Style Council. Het nummer is geschreven door zanger-gitarist Paul Weller en werd in februari 1984 uitgegeven door Polydor. De B-kant is Mick's Company, een instrumentaal jazznummer waarin mede-oprichter Mick Talbot op het hammondorgel soleert. Op de 12-inch staat ook Spring Summer, Autumn. 

## Achtergrond
My Ever Changing Moods is de eerste single van het debuutalbum Café Bleu, dat een maand later uitkwam. Er bestaan drie versies: de reguliere van 4:02, de 12-inch van 5:44 en de albumtrack van 4:02 met alleen pianobegeleiding. In eigen land haalde de single de top 5. In de Amerika haalde het in juni 1984 de 29e plaats (Wellers grootste succes aldaar) en werd het debuutalbum ernaar vernoemd.
In Nederland was de plaat op maandag 26 maart 1984 AVRO's Radio en TV-Tip op Hilversum 3 en werd een radiohit. De plaat bereikte de 30e positie in de Nederlandse Top 40 en 37e positie in de Nationale Hitparade en de TROS Top 50. Deze single was voor de Britse band de eerste van 3 hits in de Nederlandse hitlijsten. In de videoclip zijn het 2 wielrenners over een weg met bomen. Paul draagt het shirt van het Italiaanse team Magniflex-Torpado en Mick die van de succesvolle Nederlandse TI-Raleigh wielerploeg.

## Promotie
Ter promotie verscheen The Style Council (Paul Weller, Mick Talbot en de bijna negentienjarige drummer Steve White) in diverse televisieprogramma's. In Nederland waren dat Countdown en Toppop. Laatstgenoemd programma toonde tegelijkertijd de videoclip waarin Weller en Talbot als wielrenners te zien zijn. 
My Ever Changing Moods is nog altijd een onderdeel van Wellers solo-optredens.

## NPO Radio 2 Top 2000
| Nummer met noteringen in de NPO Radio 2 Top 2000 | '00  | '01  | '02  | '03  | '04  | '05  | '06  | '07  | '08  | '09  | '10  | '11  | '12  | '13  | '14  |
| ------------------------------------------------ | ---- | ---- | ---- | ---- | ---- | ---- | ---- | ---- | ---- | ---- | ---- | ---- | ---- | ---- | ---- |
| My Ever Changing Moods                           | 1183 | 1198 | 1335 | 1212 | 1143 | 1309 | 1508 | 1376 | 1341 | 1290 | 1561 | 1581 | 1614 | 1474 | 1589 |

1. ↑  Een vetgedrukt getal geeft de hoogste notering aan.
2. ↑  2000 was het eerste jaar met een notering voor dit nummer.
3. ↑  Deze tabel is bijgewerkt tot en met de laatste editie (2024).